# Glenea blandinella
Glenea blandinella là một loài bọ cánh cứng trong họ Cerambycidae.